# Blue Angels MC

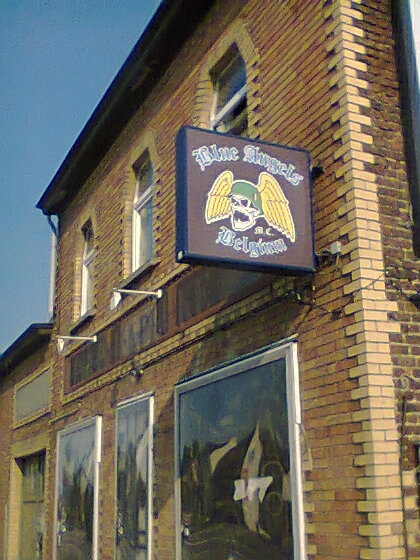
Das belgische „National Clubhouse“ des Motorradclubs „Blue Angels“ befindet sich in Erpe

 Der Blue Angels Motorcycle Club ist ein internationaler Motorradclub, der in Schottland gegründet wurde. Er gehört zu den sogenannten Onepercentern.

## Geschichte
Die Gründung erfolgte 1963 in Glasgow, Schottland, und ist damit als einer der ältesten Motorradclubs Europas. Tommy Howells, Lenny Reynolds und Allan Morrison gründeten den Club. Die Namensgebung wurde von Schottlands Nationalfarbe beeinflusst. Zu Beginn veranstaltete man „Sunday Runs“, regelmäßig sonntags stattfindende Ausflüge, die zu einer Vergrößerung des Clubs führten. Besonders in den 1960ern kam es zu Auseinandersetzungen mit den Mods und verfeindeten Clubs. Später wurden weitere Chapter gegründet. Heute existieren drei Chapter in Schottland (Glasgow, West Coast und South East), drei in England (Leeds, Lake District und York). In Belgien existieren weitere Chapter (Limburg, Antwerpen, South West und Gent).

## Logo
Das Wappen, die sogenannten „Colours“ wurden von ähnlichen US-amerikanischen Clubs adaptiert. Das Clublogo ist ein beflügelter Totenkopf der Waffen-SS mit Helm. Auf dem Helm ist ein Hakenkreuz in einem gelb-roten Wappen zu sehen. Über dem Kopf steht „Blue“, unter dem Kopf „angels“ und das jeweilige Chapter. Die Schriftart ist eine Mischung aus gotischen und keltischen Schriftzeichen. Links neben dem Kopf befindet sich ein „1%“-Aufnäher, links daneben das Gründungsdatum „est. 1963“. Das Logo wurde 1997 rechtlich geschützt. Bei den belgischen Blue Angels trägt der Helm statt des Hakenkreuzes die Farben der belgischen Flagge. Zahlencode für die Blue Angels ist die „21“ (2=zweiter Buchstabe im Alphabet=B, 1=erster Buchstabe im Alphabet=A). Clubmottos sind „Blue Angels OK“ und „Blue Angels, Best in the west“. Ein Spitzname ist „The Blue Gang“.

## Kriminelle Aktivitäten
Am 16. Januar 2008 begann ein Prozess gegen ein Mitglied der Blue Angels, der einen Motorradladenbesitzer in Leeds mit einer Armbrust attackierte und zu töten versuchte. Bereits im Vorfeld hatte es Angriffe gegen den Ladenbesitzer gegeben, unter anderem einen missglückten Brandstiftungsversuch und Einschüchterungsversuche. Der Täter wurde zu 27 Monaten Haft verurteilt.